# Corneville-la-Fouquetière
Corneville-la-Fouquetière es una comuna francesa situada en el departamento de Eure, en la región de Normandía.

## Demografía
| 37 | 71 | 55 | 62 | 76 | 83 | 122 |
| Para los censos de 1962 a 1999 la población legal corresponde a la población sin duplicidades (Fuente: INSEE [Consultar]) |    |    |    |    |    |     |